# Мислібуж (Нижньосілезьке воєводство)
Мислібуж (пол. Myślibórz) — село в Польщі, у гміні Пашовиці Яворського повіту Нижньосілезького воєводства.
Населення — 134 особи (2011).
У 1975-1998 роках село належало до Легницького воєводства.

## Демографія
Демографічна структура станом на 31 березня 2011 року:
|          | Загалом | Допрацездатний вік | Працездатний вік | Постпрацездатний вік |
| -------- | ------- | ------------------ | ---------------- | -------------------- |
| Чоловіки | 73      | 16                 | 56               | 1                    |
| Жінки    | 61      | 14                 | 35               | 12                   |
| Разом    | 134     | 30                 | 91               | 13                   |